# أليس أوغستا بول
أليس أوغستا بول (بالإنجليزية: Alice Ball) (24 يوليو 1892 - 31 ديسمبر 1916)، أمريكية من أصل أفريقي طوّرت مستخرجا عشبيا قابلا للحقن (هيدروكربونات الإيثيل)، واعتبر العلاج الأكثر فعالية لمرضى الجذام في بداية القرن العشرين. كانت أول امرأة وأول أمريكية من أصل أفريقي تحصل على درجة الماجستير في من جامعة هاواي، وكانت أول أستاذة في الكيمياء في الجامعة.

## حياتها المبكرة والتعليم
ولدت أليس أوغستا بول في 24 يوليو 1892، في سيلتل، واشنطن لجميس بريسلي ولورا لويز (هاورد) بول، كان لها ثلاث أخوة، شقيقان أكبر منها هما ويليام وروبرت، وشقيقة أصغر منها كانت تدعى أدي. كانت عائلتها من الطبقة الوسطى والميسورة، فقد كان والدها محررًا في جريدة ومصورًا فوغرافيًا ومحاميًا. كان جدها جيمس بول الأب مصورًا فوتوغرافيًا مشهورًا ومن أوائل الأمريكين السود الذين استخدموا تقنية التصوير المبكرة الداجيرية (الداجيروت).
انتقلت أليس بول مع عائلتها من سياتل إلى الهونولولو خلال طفولتها على أمل أن يُساعد المناخ الدافئ في تخفيف أعراض التهاب المفاصل لدى جدها جيمس بول الأب. لكنه توفيّ بعد فترة قصيرة من انتقالهم فعادوا إلى سياتل بعد أن عاشوا عاما واحدا فقط في هاواي. بعد عودتها إلى سياتل التحقت بول بمدرسة سياتل الثانوية وحققت درجات عالية في العلوم. تخرجت من ثانوية سياتل عام 1910.
بعدها درست الكيمياء في جامعة واشنطن، وحصلت على شهادة البكالوريوس في الكيمياء الصيدلانية وشهادة ثانية في الصيدلة بعد عامين. نشرت مع مدرب الصيدلية مقالة من عشر صفحات في مجلة الجمعية الكيميائية الأمريكية المرموقة بعنوان «بنزويلات في محلول الإيثر». ويعتبر هذا الإنجاز نادرًا جدًا بالنسبة للنساء من أي عرق.
بعد تخرجها، عٌرض عليها العديد من المنح الدراسية، تلقت عرضًا من جامعة كاليفورنيا بيركلي، وكذلك من جامعة هاواي، فقررت الدراسة في جامعة هاواي للحصول على شهادة الماجستير في الكيمياء. في جامعة هاواي، درست زيت الشولموغرا وخواصه الكيميائية. كان زيت شولموغرا أفضل علاج متاح لمرض الجذام، وطوّرت بول نموذجا قابلا للحقن وأكثر فعالية له. عام 1915، أصبحت أول امرأة وأول أمريكية سوداء تحصل على درجة الماجستير من جامعة هاواي. كانت أليس بول أيضًا أول أميركية سوداء وأول استاذة كيمياء في قسم الكيمياء بجامعة هاواي.

## علاج الجذام
في جامعة هاواي، بحثت بول في التركيب الكيميائي ومبدأ نشاط المركب بايبر ميثيكتيوم (الكافا) لأطروحة الماجستير. بفضل عملها هذا، اتصل بها الدكتور هاري تي هولمان من مستشفى كاليهي في هاواي، الذي كان بحاجة إلى مساعد لأبحاثه في علاج الجذام.
في ذلك الوقت، كان مرض الجذام أو مرض هانسن يعتبر مرضًا مهينًا (مخزي) لغاية وليس هناك فرصة للشفاء منه تقريبًا. نُفي الأشخاص المصابين بمرض الجذام إلى جزيرة مولوكاي في هاواي، مع توقع موتهم هناك. كان أفضل علاج متاح هو زيت شولموغرا، من بذور شجرة هيدروكاربوس ويتيانوس من شبه القارة الهندية، والذي اُستخدم طبيًا منذ أوائل القرن الثالث عشر. لكن العلاج لم يكن فعالًا كثيرُا، وكل طريقة تطبيق له رُفقت بمشاكل. كان لزجًا جدًا ولا يمكن استخدامه بفعالية كعلاج موضعي أو كحقنة،  حيث تسببت لزوجة الزيت الكثيفة في حدوث تشققات تحت الجلد وتكوين بثور بدلاً من امتصاصه. ظهرت هذه البثور في صفوف مثالية وكانت تبدو «كما لو أن جلد المريض قد تم استبداله بغلاف فقاعي». لم يكن ابتلاع الزيت فعالًا أيضًا لأنه كان ذا طعم لاذع جعل المرضى يتقيئون عند محاولة ابتلاعه.
في سن 23، طوّرت بول تقنية تجعل الزيت قابل للحقن والامتصاص في الجسم. تضمنت تقنيتها عزل مركبات الإيستر عن الزيت وتعديلها كيميائيًا، فنتج عن ذلك مادة تحتفظ بالخصائص العلاجية للزيت ويمكن للجسم امتصاصها عند الحقن. ولكن لسوء الحظ لم تتمكن بول من نشر نتائجها الثورية بسبب وفاتها المفاجئة. واصل آرثر ل. دين، الكيميائي ورئيس جامعة هاواي، عملها ونشر النتائج، وبدأ بإنتاج كميات كبيرة من مستخلص شولموغرا القابل للحقن. نشر دين النتائج دون الإشادة بفضل بول، وسمى هذه التقنية باسمه، حتى تحدث مشرف بول الدكتور هولمان عن ذلك.
في عام 1920، أفاد طبيب من هاواي لمجلة الجمعية الطبية الأمريكية أن مجلس الفاحصين الصحيين أخرج 78 مريضًا خرجوا من مستشفى كاليهي بعد حقنهم بزيت شولموغرا الذي عدلته بول. ظل الإيثيل الإستر المعزول هو العلاج المفضل لمرض هانسن حتى تم تطوير عقاقير السلفوناميد في الأربعينيات.

## وفاتها والاعترافات
توفيت أليس أوغستا بول في 31 ديسمبر 1916، عن عمر يناهز 24 عامًا. مرضت أثناء بحثها وعادت إلى سياتل للعلاج قبل أشهر قليلة من وفاتها. اقترح مقال نٌشر في عام 1917 من Pacific Commercial Advertiser أن سبب وفاتها قد يكون التسمم بالكلور بسبب تعرضها له أثناء التدريس في المختبر. أفادت التقارير أن بول كانت تقدم شرحًا عن كيفية استخدام قناع الغاز بشكل صحيح استعدادًا لهجوم الحرب العالمية الأولى التي اندلعت في أوروبا. ولكن يبقى سبب وفاتها غير معروف حيث تم تغيير شهادة الوفاة الأصلية لقراءة مرض السل.
أكمل رئيس الجامعة آنذاك، آرثر ل. دين، عملها حتى أصبحت حقن شولموغرا العلاج الأكثر شيوعًا. لم يُنسب لها أي فضل على الإطلاق لاكتشافها حتى عام 1922 عندما ذُكرت بإيجاز في مجلة طبية، بتسمية طريقتها بـ «طريقة بول». كرمتها الجامعة أخيرًا عام 2000 بتخصيص لوحة لها على شجرة شولموغرا بالمدرسة خلف قاعة باخمان.  في نفس اليوم، أعلن النائب السابق لحاكم هاواي، مازي هيرونو، يوم 29 فبراير «يوم بول أليس»، الذي يحتفل به الآن كل أربع سنوات. في عام 2007، كٌرمت بول من قبل مجلس حكام جامعة هاواي بميدالية التميز. في مارس 2016، صنفت مجلة هاواي بالي بول في قائمة أكثر النساء نفوذاً في تاريخ هاواي. وقد سميت حديقة جديدة في حي جرينوود في سياتل باسم بول.